# 1918 au Maroc
Chronologie du Maroc
- 1914
- 1915
- 1916
- 1917
- 1918
- 1919
- 1920
- 1921
- 1922

Cet article présente les faits marquants de l'année 1918 au Maroc ou relatifs au Maroc.

## Événements
- Effectifs militaires français au Maroc : 88 219 [1].
- Ouverture de l'Hôtel Excelsior de Casablanca.

## Économie & société

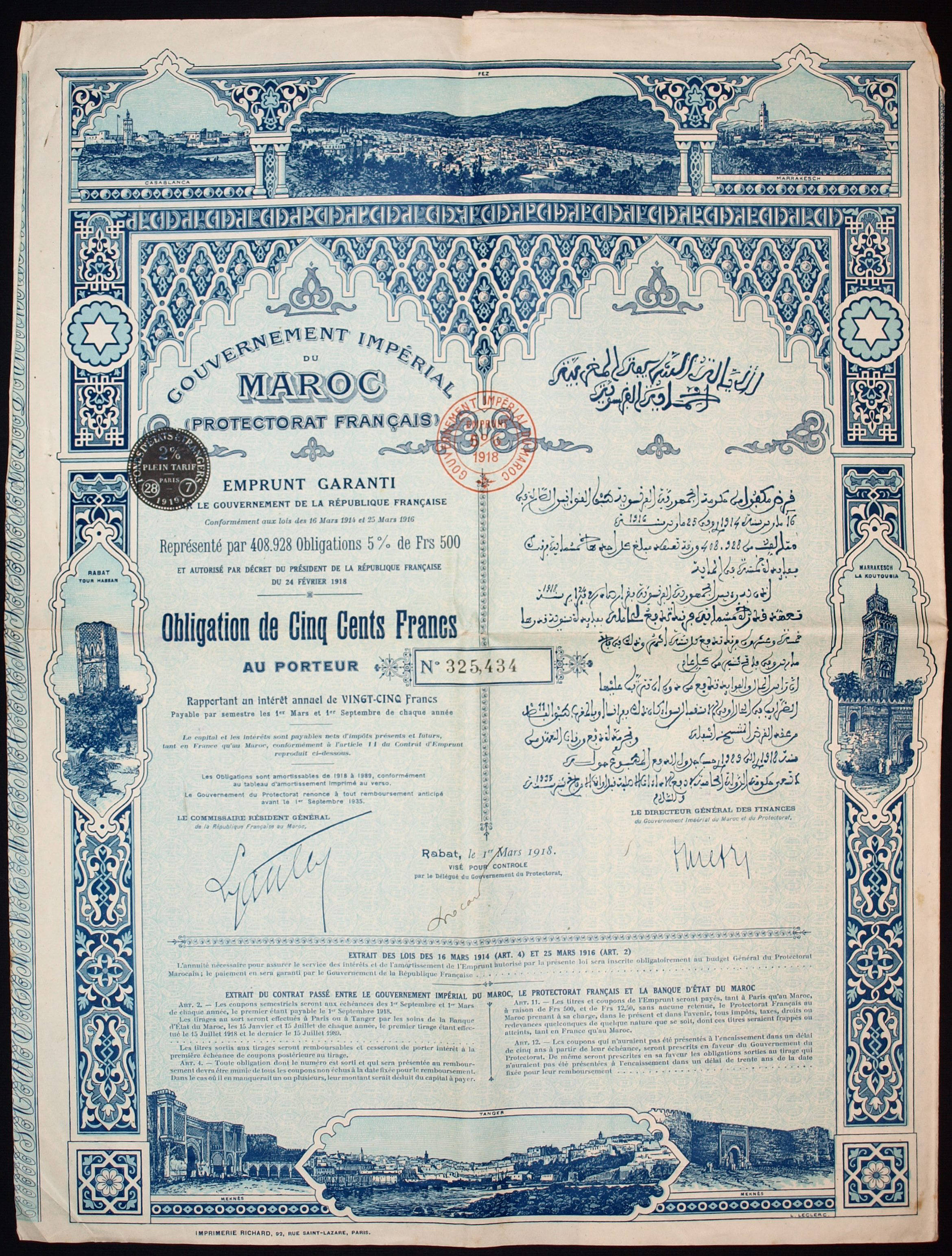
Obligation financière du Protectorat français du Maroc datant de 1918

- Les effectifs français en août 1914 sont de 81 750 hommes[2]. Ils seront en aout 1918 de 87 000 hommes baissant en janvier 1919 à 68 000[3].